# Pierres noires : Les Classes moyennes du Salut
Pierres noires : Les Classes moyennes du Salut est une trilogie inachevée de Joseph Malègue publiée en 1958, 18 ans après sa mort.
Seul le Livre premier, Les Hommes couleur du temps est terminé, un roman en soi. Malègue tente désespérément, après avoir appris qu'un cancer le condamne, d'en mettre au point une version propre à être publiée, à ses yeux, mais meurt sans y parvenir. Cependant, il souhaite que le manuscrit en chantier (y compris les deux livres suivants) soit édité. Dans la version publiée en 1958, le texte (mêmes caractères et même mise en page qu'Augustin ou Le Maître est là, également chez Spes compte 900 pages soit une centaine de plus qu' Augustin.
Son narrateur est Jean-Paul Vaton, condisciple du héros éponyme d' Augustin. La trilogie se déroule à Peyrenère-le-Vieil imaginaire ville haute des anciennes élites métaphoriquement opposée au Peyrenère d'En-bas des nouvelles.
Arrivé à l'âge de 60 ans, Paul Vaton raconte son enfance et c'est le matériau à partir duquel, Malègue réalise la « fresque historique » (Claude Barthe), de l'installation de la IIIe République : laïcité, déclin des notables liés à la Monarchie, l'Église, l'Empire, montée d'une classe nouvelle qui les supplante.
Dans une ville d'Auvergne imaginaire, emblématique d'une mutation de la France tout entière.
Malègue observe le déclin de cette classe sociale à laquelle sa famille petite-bourgeoise était liée avec le sens proustien du temps qui passe et la distance du sociologue, sans regret ni révolte. Il se préoccupe surtout du drame spirituel des « classes moyennes du Salut ». Soit les chrétiens attachés à l'évangile, mais peu désireux de lui sacrifier, le cas échéant, leur bonheur terrestre.
Le récit abonde en tragédies : revers de fortune, mariages ratés, suicide. Deux très belles femmes au centre du récit et des rêveries de Jean-Paul Vaton, Armelle de Rosnoën et Jacqueline de Brugnes, en sont l'âme. Avec André Plazenat qui brillera un temps à l'université et au gouvernement de la République, contrairement à sa classe repliée sur ses nostalgies d'Ancien Régime.
Certains héros de la trilogie échappent à la médiocrité spirituelle en leurs derniers moments ou leur vie entière (à l'instar de la mère et la sœur d'Augustin Méridier). Surtout Félicien Bernier. Paul Vaton, le narrateur, en est l'ami intime et c'est par lui que le lecteur va découvrir peu à peu la nature de ce jeune homme athlétique, généreux et mystique.
Ce mystique aurait été celui dont la simple existence aurait mystérieusement contribué au Salut des gens de Peyrenère, étant celui qui, selon la formule bergsonienne, « apprend ce qu'est la vie, d'où elle vient et où elle va ».
André Plazenat réapparaît dans le Livre deuxième intitulé Le Désir d'un soir parfait. Mal marié, il devient l'amant de Jacqueline de Brugnes qu'il aurait épousée si la ruine de son père ne l'avait déclassée. Jacqueline se suicide également. Le fils qu'ils ont eu devient un meurtrier. André Plazenat, malade, soigné par sa femme jusqu'à sa mort, demeure aux yeux de tous, grâce au silence de son épouse, un mari dévoué.
Le Livre III (quelques pages rédigées seulement), intitulé Entre le pont et l'eau devait couronner l'ambitieux projet maléguien. Il aurait débouché, selon Claude Barthe, sur une œuvre supérieure à Augustin ou le Maître est là centrée cette fois sur Félicien Bernier. Benoît Neiss est convaincu que Malègue était en train d'écrire, au moment où la mort le surprend, le grand roman catholique du siècle que Mauriac n'est jamais parvenu à écrire.
Pour Lebrec, Jacques Chevalier, Charles Moeller, William Marceau, la pensée de Bergson imprègne profondément la trilogie, mais comme celle de Blondel dans Augustin elle s'enfouit si profond dans l'intrigue qu'on peut lire celle-ci sans s'en apercevoir. Elle est utilisée par l'écrivain comme ces matériaux de l'expérience commune dont tout auteur se sert.

## Choix du titre

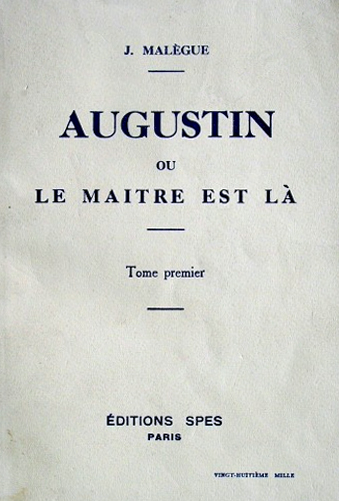
Le premier roman de Malègue devait former avec Pïerres noires une vaste fresque des deux grandes crises du catholicisme français.

Les « pierres noires » sont les pierres volcaniques d'Auvergne et du Cantal avec lesquelles sont construites de nombreuses maisons de ces régions. Les « Classes moyennes du Salut » sont les chrétiens médiocres (où Malègue se situait lui-même rappelle L. Émery), non « classes moyennes de la sainteté », expression utilisée dans Augustin ou Le Maître est là qui vise la sainteté non reconnue (comme celle de la sœur d'Augustin), en rien moyenne mais authentique.
Les chrétiens médiocres sont ceux qui cherchent un compromis impossible entre, d'une part, l'appel évangélique à tout donner à Dieu et au prochain et, d'autre part, l'attachement égoïste au bonheur terrestre. Des événements se produisent qui permettent à ces « Classes moyennes » d'aller plus haut, comme les crises individuelles et collectives qui, les mettant face à la disparition du bonheur terrestre (la mort par exemple, les grands bouleversements politiques et sociaux), leur permettent de consentir au détachement dont ils n'avaient pas été capables dans l'ordinaire des jours.
Charles Moeller, pense que le lieu du roman serait La Tour-d'Auvergne. Lebrec pense plutôt à un lieu fictif fait de plusieurs localités de Basse-Auvergne et Saint-Flour pour son piton basaltique.
Il a existé un premier Pierre Noires composé en même temps qu'Augustin ou Le Maître est là. Malègue qui peinait à trouver un éditeur pour Augustin tente de le faire publier en l'envoyant au journal Le Temps en 1929 qui organisait un concours littéraire puis au Cercle littéraire français en 1932. Ce sont deux échecs. Le premier Pierres noires est un texte de 213 pages dactylographiées racontant l'enfance d'un compagnon d' Augustin.
Dès 1933 (année de la parution d' Augustin), Malègue se met au travail pour écrire le premier tome de Pierres noires, soit Les Hommes couleur du temps où « il se proposait (…) de décrire, avec la précision du sociologue, l'évolution d'une petite société rurale et catholique : les classes dirigeantes y gardent encore une autorité dont les décennies suivantes verront le lent déclin.»
Jean Lebrec nous informe de ce que ce premier tome, le plus achevé, n'était pas encore au point. Malègue réécrit les 250 premières pages qui sont fondues dans une même couleur, mais les 350 pages suivantes semblent, selon lui, être des brouillons sauf la nouvelle La Révolution, reprise d'une nouvelle écrite séparément (le discours de l'abbé Le Hennin dans la prison révolutionnaire).
On lit Les Hommes couleur du temps de la page 9 à la page 614,  Le Désir d'un soir parfait va de la page 613 à la page 860. Entre le pont et l'eau ne tient qu'en quelques lignes allant de la page 861 à la page 874. Malègue aurait d'abord voulu publier les trois tomes ensemble puis séparément. Mais il meurt, émettant le vœu de les voir publiées toutes ensemble et en chargeant son épouse Yvonne Pouzin et Jacques Chevalier de donner forme à ces pages inachevées d'une œuvre dont l'ambition littéraire, selon Moeller, surpassait celle d' Augustin et devait compter mille huit cents pages.
L'ouvrage a été traduit en italien par Giovanni Visenti, Pietre Nere. Le classi medie della Salvezza, Società Editrice Internazionale, Torino, 1966, 2 vol., et est connu des pays de langue espagnole.
En 2017, il a bénéficié d'une réédition aux éditions Ad Solem de Paris et Perpignan, avec une préface de José Fontaine.

## Lien direct entre ce roman etAugustin ou Le Maître est là

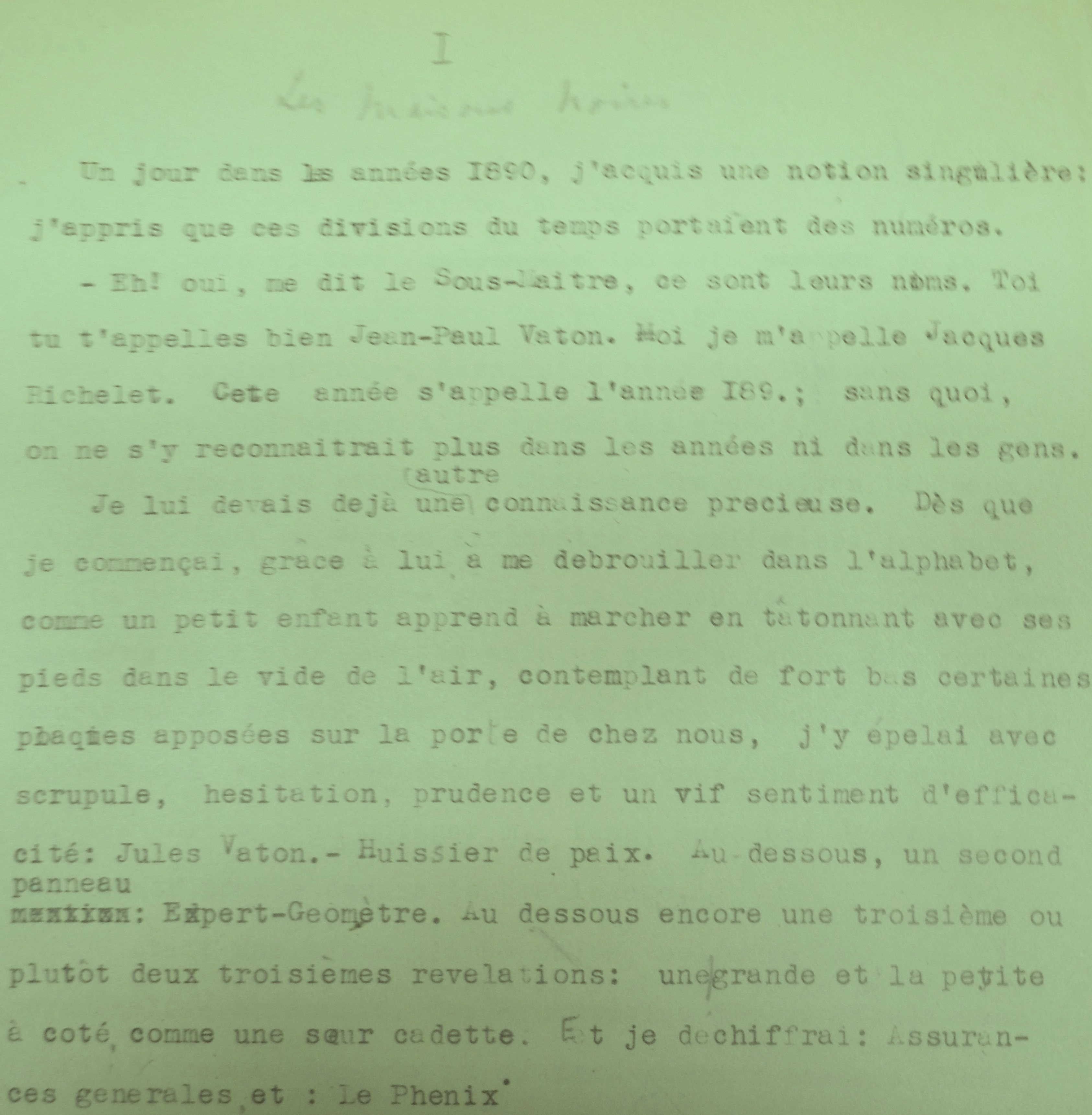
Le tapuscrit semblable à celui de Pierres noires en 1929 et dont l'incipit est identique à la publication de 1958 : « Un jour dans les années 1890… »

En fait ce personnage, comme le rappelle Jean Lebrec est le Félix Bernier du chapitre Les plus heureux jours du roman Augustin ou Le Maître est là. Lors de la soirée musicale aux Sablons à laquelle assiste l'ancien aumônier d'Augustin, Mgr Herzog, celui-ci et Augustin s'échangent des nouvelles à propos des anciens, dont Félicien.
Augustin avoue qu'il n'a plus revu personne du groupe des talas. Les nouvelles sont exprimées en style indirect: « De sommaires renseignements lui arrivèrent : Bernier, missionnaire en Chine, tué là-bas, ou peut-être pendant la guerre, on ne savait trop… » Le Bernier d'Augustin se prénomme Félix et celui des Classes moyennes, Félicien, mais Lebrec estime qu'il s'agit de la même personne. Quant à Augustin lui-même, il apparaît à plusieurs reprises dans Pierre noires" aux pages 79, ???, 338, 376, 590, 891.
Ami intime de Félicien, Paul Vaton est décrit comme un médiocre et un paresseux, à l'exacte image du Paul Vaton d' Augustin. Il subit profondément l'ascendant de Félicien qui est son ami intime et qui lui confie ses doutes concernant sa vraie vocation (elle va finalement devenir celle du martyre en pays de missions).
Quant à André Plazenat, c'est un politicien brillant, mal marié et qui trompera sa femme avec une petite cousine Jacqueline qui se suicidera. L'enfant né de leur liaison commettra un meurtre au cours d'une scène de débauche.
Pour Léon Émery, Augustin et Pierres noires sont « chevillés l'un à l'autre.»
Charles Moeller présente en 1966 les deux romans en commençant par Pïerres noires dans une première partie qui expose« la vision d'ensemble de Malègue ». La deuxième consacrée à Augustin contient « des retours de thèmes » qui apparaissent avec la présentation de Pierres noires et qui donnent à l'histoire d'Augustin Méridier « en même temps que la sobriété d'épure qui la caractérise, la résonance secrète qui la situe dans un monde infiniment plus vaste. » Il ajoute : « Malègue, en évoquant certains personnages dans les deux œuvres, avait souhaité cette résonance et cette réfraction. »

## Résumé de la trilogie
Pierres noires a trois parties que Malègue songe à faire publier en trois volumes ou trois romans distincts: Les Hommes couleur du temps, Le désir d'un soir parfait, Entre le pont et l'eau. Le livre premier compte 600 pages. Le Livre deuxième 241. Le livre III ne compte qu'une vingtaine de pages et n'est vraiment qu'esquissé. Jean Lebrec, dans son étude de 1969, nous permet cependant d'un peu mieux voir ce qu'il aurait été.

## Les hommes couleur du temps

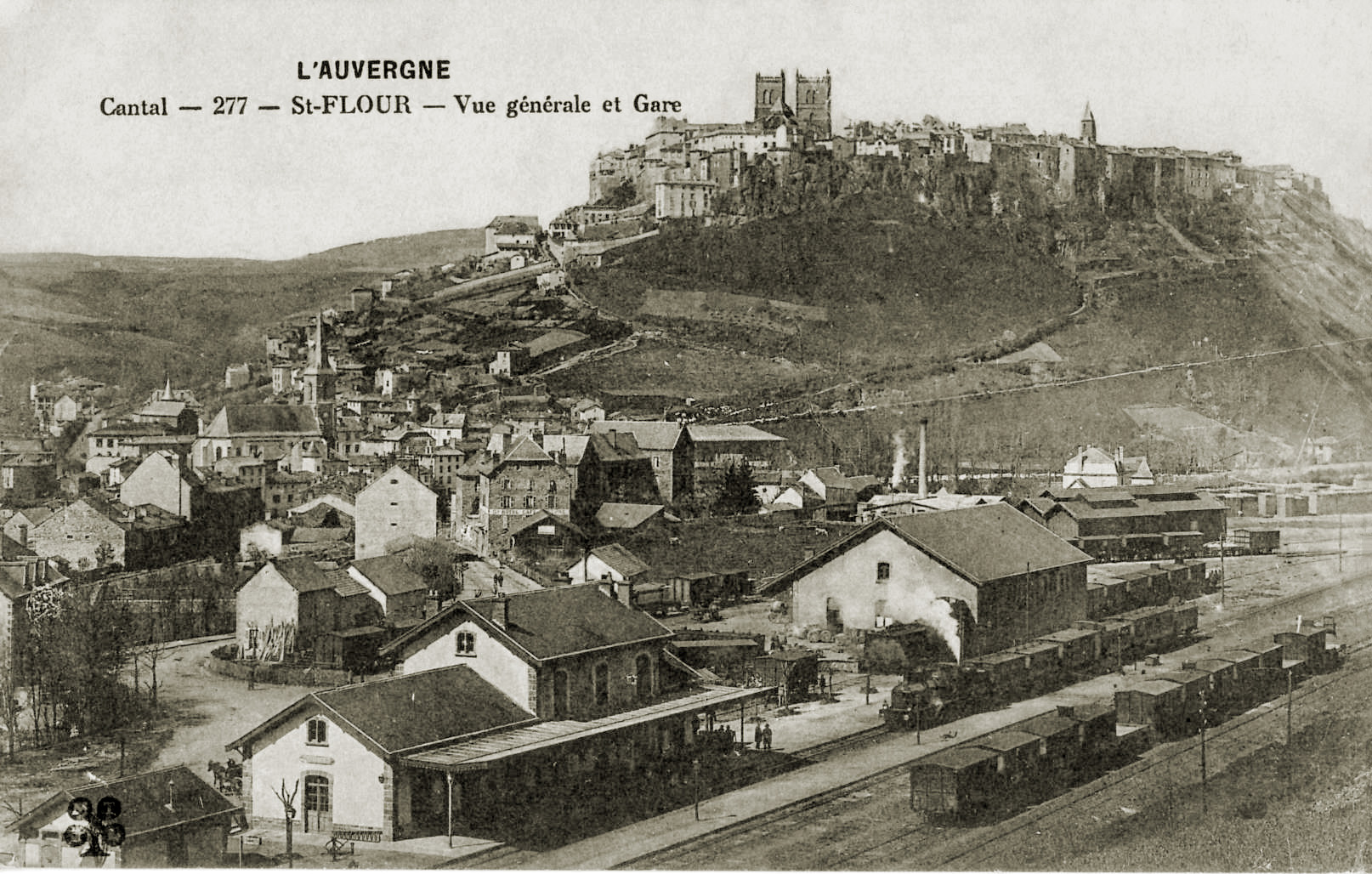
Ville haute et ville basse de Saint-Flour au XX qui inspirent le Peyrenère de Pierres noires, emblématique d'un propos sociologique.

C'est le lent récit des impressions d'enfance et d'adolescence de Jean-Paul Vaton depuis ses six ans jusqu'à son entrée en classe de philosophie.
Celui qui parle est le Jean-Paul Vaton proche de ses soixante ans. Il est indolent, veule, irrésolu et imaginatif. Il a un peu raté sa vie.
Il conte ses impressions d'école primaire puis l'atmosphère de sa famille avec un père préoccupé d'ascension sociale (la sienne et celle de son fils), huissier de justice, expert géomètre, représentant d'assurances.
Il évoque le lycée à Aurillac où il rencontre Augustin Méridier auquel il voue un « culte chagrin, envieux et passionné… »
« La vieille cité pelotonnée sur sa butte » est d'étendue fort restreinte, observe Léon Emery, comme la plupart de ses sœurs, mais « elle acquiert pourtant des dimensions presque colossales lorsqu'elle est vue de l'intérieur, par les yeux d'un enfant, par les yeux de ce petit Paul Vaton qui est en l'occurrence le prête-nom de Malègue.»
Il ajoute que, depuis Balzac et Béatrix aucun écrivain n'a pu aussi bien dépeindre « la ville de province avec autant de poésie et de vérité que Malègue.»
Paul Vaton est, tout au long du récit, l'ami d'un saint authentique, Félicien Bernier, désireux de se donner entièrement à Dieu, mais hésitant entre l'apostolat d'un prêtre séculier en France (ou celui de missionnaire en Chine. À travers le récit global du déclin de ces notables, surgissent d'autres histoires.

### Première partie (Les maisons noires). Deuxième partie (I.Fin d'endance, II.Les chants du départ)

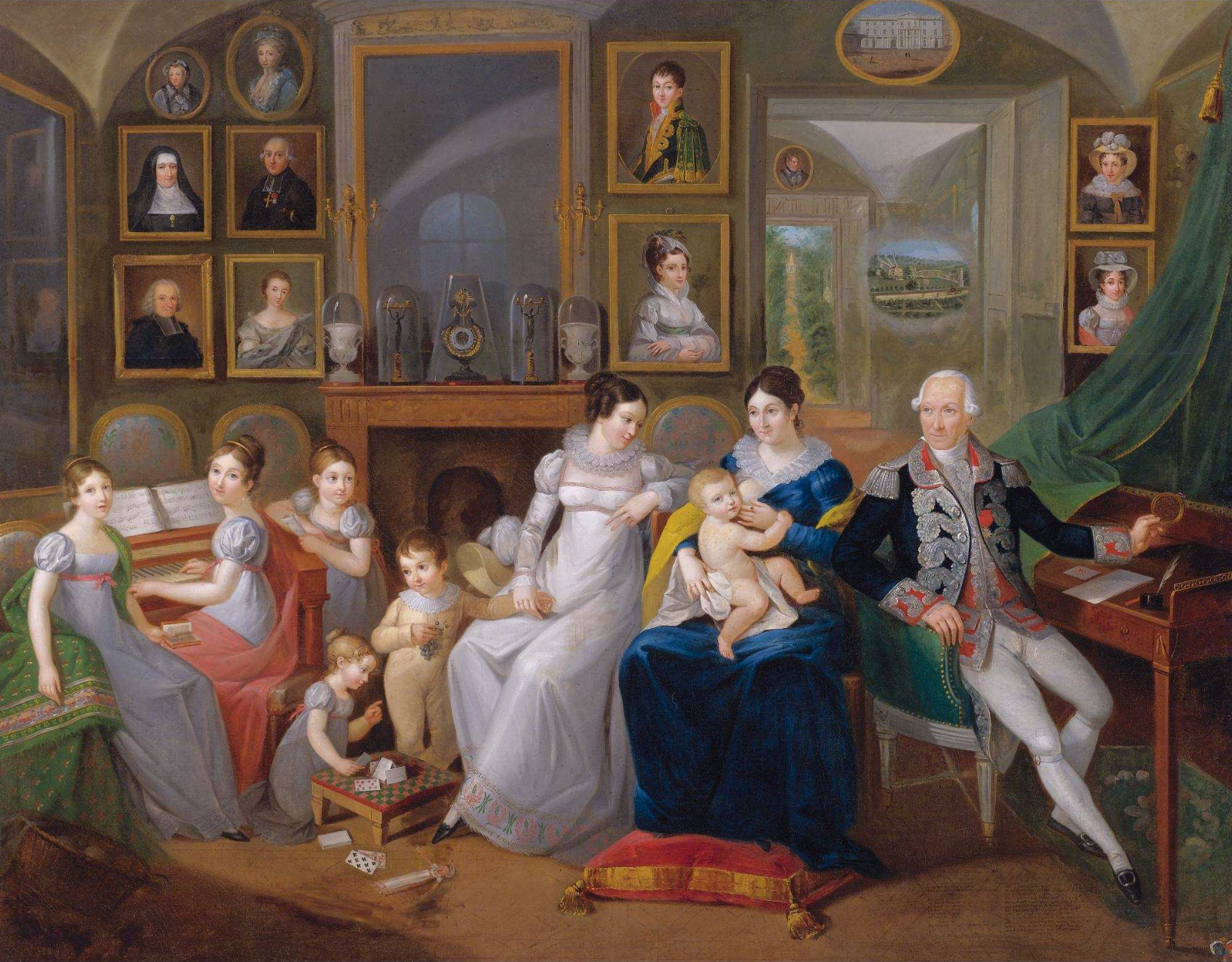
(Famille de Joseph de Fromont au début du XIX : artiste inconnu). Les notables « se confinaient dans le silence de leurs solitudes morales et géographiques, tandis que, très loin d'eux, peuplant les parties bruyantes de la patrie, bouillonnaient toutes les passions du siècle »

Grâce au métier de son père, Jean-Paul Vaton est reçu dans la société locale mi-bourgeoise, mi-aristocratique, notamment chez le vieux général du Montcel, héros de la Bataille de Castelfidardo, qui oppose les troupes piémontaises envahissant les États du Pape pour réaliser l'Unification italienne aux troupes pontificales (les États du Pape seront réduits à l'actuel Latium). C'est un milieu où l'on associe le salut de la France au légitimisme.

#### Déclin des notables liés à la monarchie, à l'Empire, à l'Église
Malègue s'inspire pour décrire cette déliquescence des élites de Peyrenère-le-Vieil de La Fin des notables de Daniel Halévy. La bourgeoisie en déclin habite le haut du bourg. Jean Lebrec écrit, résumant le propos de Malègue, qu'elle mène encore un grand train de vie dans des « hôtels orgueilleux et solides », garde encore un temps la mairie. Ces gens vivent dans la nostaligie d'un passé « plus brillant et plus ferme que le présent. Car, tous tiennent à l'ancienne aristocratie, tout en étant des bourgeois liés par intérêt aux gens de la basoche. »
Certains sentent qu'on ne pourra arrêter le pays « sur la pente de la démagogie radicale, envieuse et égalitaire », mais les autres mettent leur espoir dans un « exaucement », exaucement « divin », ajoute Lebrec. Ils entourent le vieux général du Montcel comme ils auraient à Frohsdorf [localité d'Autriche où est réfugié le prétendant au trône], entouré le comte de Chambord, son solide appui désormais brisé, et à cause de qui, comme l'écrit Halévy, « la Monarchie française quitta terre, devint légende et mythe.»
La première partie de ce premier roman de la trilogie contient cette réflexion du père d'André Plazenat au père de Jules Vaton : « De nous à vous, monsieur Vaton (…) je crois très vraisemblable que nous ne puissions arrêter ce pays sur la pente de la démagogie radicale, envieuse et égalitaire… »
Pour Claude Barthe, la description que fait Malègue de ce lent déclin « est une description socio-littéraire (…) impressionnante, presque cinématographique » d'une classe sociale « en ses grands salons gris, ses châteaux aux odeurs de fausse humidité, ses paroisses, ses curés concordataires, ses pauvres » toute une société qui « vivait, votait, mangeait du tournedos en médaillon avec cardons à la moelle, chassait priait ou parfois faisait semblant, et surtout s'éteignait inexorablement au milieu de ses maîtres d'hôtel et de ses jardiniers entre 1870 et 1914… »

#### Une nouvelle classe dominante l'emporte peu à peu sur l'ancienne

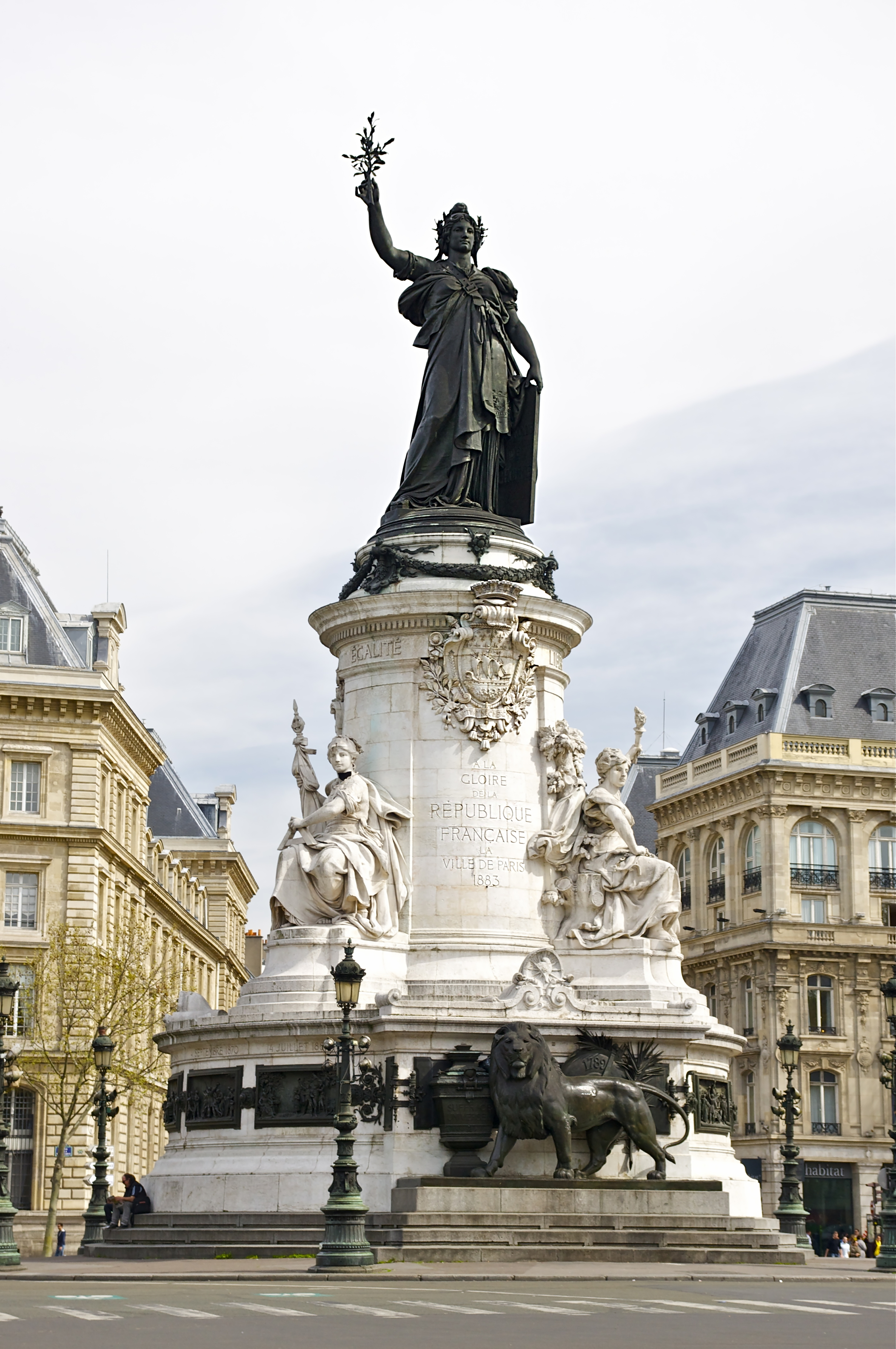
« Une République sculpturale (…) empreinte de toute la majesté de la Loi»

Face à cette bourgeoisie déclinante surgissent de nouveaux riches, une nouvelle classe dominante, qui, au niveau du chef-lieu de canton qu'est Peyrenère, va prendre brusquement ses responsabilités.
Elle est parallèle au développement de l'agglomération qui se forme au pied du piton volcanique qu'est Peyrenère où s'installent des scieries, des minoteries, des médecins, des notaires. Même enfant, Jean-Paul Vaton sent « une activité ardente, brutale, commune, une sorte d'appel canaille et puissant.» Un des représentants de ces nouveaux riches, Labeyssère, va racheter les biens des notables. « Politiquement, tous ces gens relevaient de l'autre clan, celui des Rouges… »
À l'école, on enseigne « d'un air de défi fier », qu'on est en République « une République sculpturale, glaciale, empreinte de toute la majesté de la Loi… » : « En 89, nous sortîmes de la nuit des Seigneurs et de la tyrannie de l'Ancien Régime. Nous pûmes nous épanouir en une sorte d'air pur et neuf qui était celui de la République.»
Les mythes de cette nouvelle classe sociale, écrit Jean Lebrec, « s'opposent aux anciennes croyances, et parfois violemment : ils sont un mélange corrosif fait d'espérances légitimes et de naïvetés, d'anticléricalisme et de justes revendications sociales et politiques».

#### Un exemple: le Sous-Maître qui deviendra Président du Conseil
Le Sous-Maître, qui évincera l'instituteur en chef (« Monsieur Le Maître »), de l'école primaire laïcisée, est Jacques Richelet, un jeune homme ambitieux qui, de l'école au journalisme puis du journalisme à l'Assemblée nationale, deviendra un jour Président du Conseil.
Les commentateurs voient en lui quelque chose d'Aristide Briand. Dans la deuxième partie, on découvre qu'un de ses élèves a compris la leçon républicaine qu'il ne cesse de donner aux écoliers, puisque cet élève, camarade d'école de Paul Vaton, désignant les grandes maisons de Peyrenère, affirme : « C'est des seigneurs qui sont là, fit Fougerousse. Des seigneurs féodaux. (…) C'est le Sous-Maître qui l'a dit.»
Paul Vaton a senti la contradiction chez son père qui le met à l'école publique de plus en plus vouée à la République. Paul Vaton remarque en effet chez lui un « sentiment abstrait et acquis d'égalité républicaine » joint « sans la détruire à une fidélité ancestrale, presque féodale, pour les mêmes classes sociales qui, supérieures à lui, lui avaient à cause de cela même rendu service.»

#### Les notables qui s'adaptent
Il y a les notables qui s'adaptent, exceptions que symbolise André Plazenat selon Lebrec, car il n'a pas le défaut de l'inaction de sa classe sociale, et s'engage en politique comme les anciens catholiques libéraux : Lacordaire, Montalembert, Ozanam, et, après, Le Play, La Tour du Pin, Albert de Mun.
Plus tard, poursuit Lebrec, « grand seigneur comme Caillaux, politicien nourri d'intellectualité comme Tardieu, il manquera pourtant sa carrière, parce que sa vie morale ne sera pas à la hauteur des idées qu'il représentera et défendra. »
Malègue fait revivre cet effritement des positions sociales des notables de Peyrenère, durant la dernière décennie du XIXe siècle, qui se produit avec un certain retard sur d'autres centres : les notables, écrit-il, « se confinaient dans le silence de leurs solitudes morales et géographiques, tandis que, très loin d'eux, peuplant les parties bruyantes de la patrie, bouillonnaient toutes les passions du siècle (…) Eux, ils boudaient. Les salons orléanistes perdirent à ces visibles absences quelque irremplaçable aristocratie, et ceux du Second Empire, encore plus désertés, eurent l'air peuplés de parvenus (…) Ils chassaient dans leurs forêts, leurs marais et leurs landes. Ils se visitaient l'un l'autre, échangeant leurs regrets, leurs déceptions, leur perte d'espérances et toutes les descriptions d'un horizon bouché (…) Ces âmes se refusaient à une société où elles ne pouvaient plus être bienfaisantes selon la forme traditionnelle du bienfait, pieuses suivant celles de la prière, socialement obéissantes à ceux auxquels Dieu, autrefois, avait prescrit d'obéir. Tout en elles, même leur vie religieuse, prenait cette grave couleur de soir et de passé.»

#### Les classes moyennes du Salut qui se dépassent

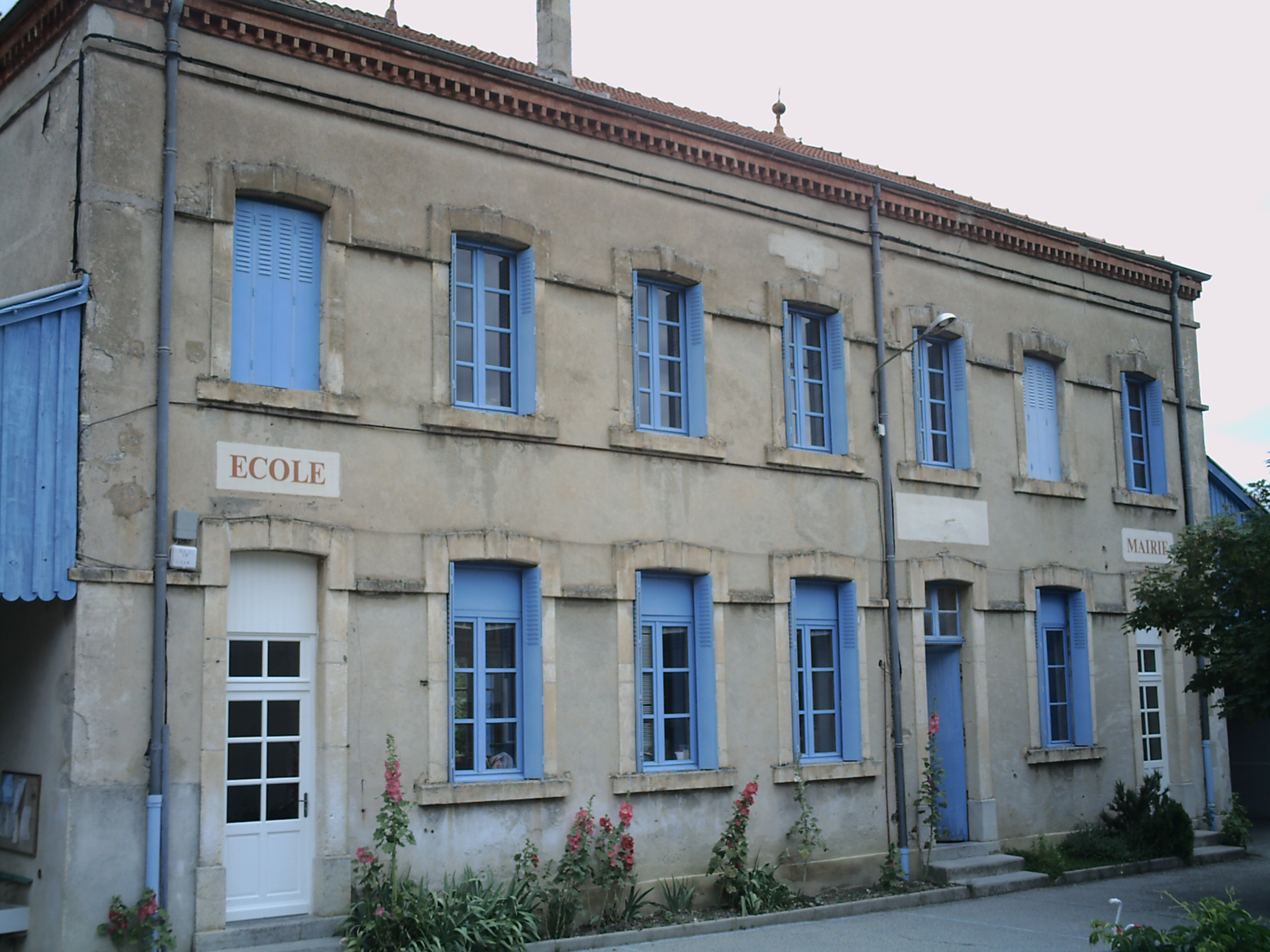
École primaire de Barnave : École et mairie contigües

Par-dessous cette description sociologique, il existe des gens simples dont les pratiques religieuses ne sont pas celles du conformisme religieux des notables ou des autres et qui adoptent dans ce domaine des formes de vie religieuse « dangereuses et révoltées.»
Francine, la bonne des Vaton avec laquelle Madame Vaton est amie, lui annonce en pleurant qu'elle va la quitter pour entrer en religion : n'a-t-elle pas entendu le prédicateur d'une mission à Peyrenère dire qu'il fallait tout donner à Dieu?» Il y a une sobre émotion, écrit Léon Émery, dans le récit de cette vocation « volontairement lourd et gris. »
Le narrateur qu'est Paul Vaton oppose, aux chants du monde catholique conservateur d'alors « Sauvez, sauvez la France au nom du Sacré-Cœur, » la démarche d'une « pauvre fille de la campagne », choisissant dans ces chants « leur fondement véritable de sainteté, de pratique personnelle et d'offrande intérieure. »
Monsieur Le Maître (M. Genestoux) est un vieil instituteur, catholique d'habitude au départ qui, lorsque la laïcité de la République est votée en 1881 supprime les références religieuses à l'école, continue à faire la prière en classe et à accompagner ses élèves à l'église. Il se retrouve rétrogradé à un poste de début à Bressondeix, à la suite de la campagne menée par son collègue le sous-maître Richelet, qui met en branle les politiques « vigilants gardiens de la flamme laïque et républicaine. »
Une partie de sa propre famille ne le suit pas dans cette bourgade (imaginaire elle aussi) assez éloignée de Peyrenère pour éviter un déménagement incommode qui ne durerait que les quelques années de la carrière du Maître Genestoux. Celui-ci meurt peu de temps après. Lorsqu'il reçoit l'extrême-onction, le prêtre lui demande s'il pardonne à ses ennemis, sans même se douter qu'un seul « ennemi » l'a peut-être conduit là.
Seule auprès du mourant, Henriette sa fille, qui a accompagné son père jusqu'à l'école éloignée de Peyrenère, sait qu'il s'agit du Sous-maître. Elle se rend compte que la question met du temps à parvenir à l'esprit d'un homme « déjà loin du monde ». Mais quand il la comprend, une sorte de détente se peint sur ses traits et sa main gauche à plat sur son lit de mort se soulève en guise d'acquiescement plénier et, écrit Malègue, une grande lueur de neige tombe sur son visage et ses draps.»
Tout le démantèlement des cadres familiaux, religieux, sociaux, et géographiques peut servir à générer des saints.

### Troisième partie:Le Lycée. Quatrième partie:La Révolution

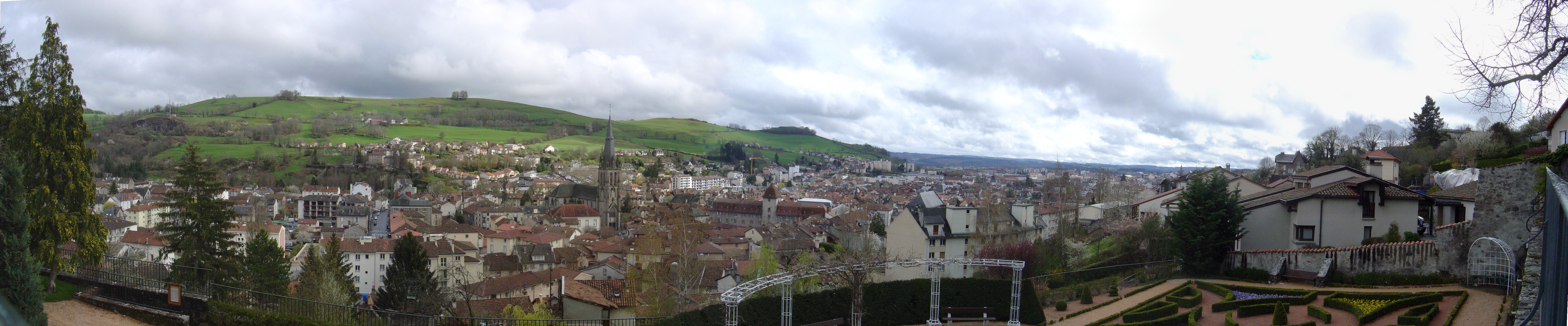
Panorama d'Aurillac où Paul Vaton va au lycée, un Aurillac qui, pour Barthe, dans Augustin a des accents de Du côté de chez Swann.

Paul Vaton va maintenant rejoindre le Lycée d'Aurillac (ville qui n'est pas désignée comme telle, mais le père d'Augustin Méridier y enseigne), où il deviendra le camarade d'Augustin. Son père et sa mère l'accompagnent vers la Préfecture du département. En chemin ils rencontrent les Plazenat et les Brugnes et surtout Jacqueline de Brugnes qui a déjà fait rêver Paul Vaton et continuera à le faire rêver d'un amour idéal et inaccessible. Jean-Paul Vaton s'est un jour dit « qu'il n'existait pas de jeune fille plus belle au monde.» Le père de Paul Vaton espère de cette inscription de son fils au lycée la poursuite de l'ascension sociale de sa lignée et selon Jacques Madaule c'est l'unique morale qu'il enseigne à son fils. Mais la mère a l'intuition que cette ascension ne se produira pas.

#### Paul Vaton avec le Sous-Maître Richelet et Félicien Bernier

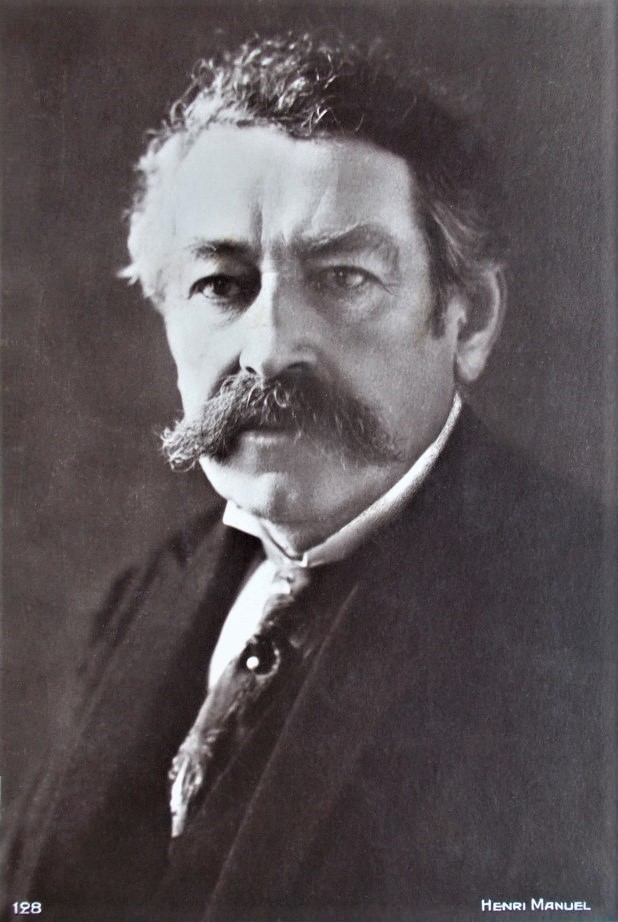
Aristide Briand (1862-1932) en qui beaucoup voient le Jacques Richelet le Sous-Maître

Vaton avoue à propos de ces années : « J'allais subir servilement la contre-éducation collective que le lycée laisse installer chez ses pauvres enfants.»
Il avoue que s'il s'éloigne de la foi de son enfance, il ne sait même pas s'il la quitte, car il n'est ni philosophe, ni penseur, un raté dont les négations sont « de mince substance au fond de moi et je le sais bien. »
Il réussit ses humanités, mais pour devenir un professeur médiocre des classes élémentaires, somme toute l'image inversée d'Augustin Méridier.
Il devient pourtant l'ami de Félicien Bernier : « il naquit là une amitié, poussée toute seule dans nos parterres intérieurs comme un rosier miraculeux.»
Tout au long des chapitres de cette quatrième partie, la figure de celui-ci se précise : sa franche amitié avec le narrateur, son don de deviner les âmes, son cœur fraternel, sa recherche à la fois douloureuse et sereine de la volonté de Dieu qui le mènera au martyre.
Le hasard d'un retour de Paul Vaton à la maison de ses parents durant les vacances de Pâques —des Pâques exceptionnellement froides et neigeuses—fait que lui-même, en compagnie de son père, de Félicien et d'Henriette, la fille de Monsieur Le Maître, se retrouvent dans le traîneau qui ramène le corps de l'instituteur de Bressondeix à Peyrenère.
Ce qui nous vaut la description de cette étrange équipée, un peu irréelle, nocturne, durant laquelle à travers des détails infimes, Malègue à travers la voix de P. Vaton poursuit le portrait de Félicien Bernier, récitant son chapelet, attentif à la souffrance physique et morale d'Henriette.
Interne au lycée d'Aurillac, Vaton reçoit un jour la visite de l'ancien Sous-Maître qui va devenir pour lui un correspondant, c'est-à-dire une personne qui lui permettra de sortir du pensionnat lors des dimanches.
On apprend ainsi que le Sous-Maître a quitté l'enseignement, est devenu journaliste à La Montagne Radicale et on pressent son ascension sociale. Surtout peut-être, Paul Vaton. Le narrateur-héros du premier livre de Pierres noires va se lier d'amitié avec un surveillant du lycée, M. Ragougnoux.

#### Avec Monsieur Ragougnoux
Un jour qu'ils se promènent dans la cour du lycée, Ragougnoux met en cause l'administration de l'éducation nationale qui croit que cette cour et celle d'autres lycées serait « l'équivalent des terrains de jeux, des tennis, des lieux d'ombrage et de plein air qu'on connaît ailleurs qu'en France ».
Paul Vaton lui confie alors sa vague aspiration vers quelque chose de plus heureux, ce qui entraîne le surveillant, seul dans la vie, à avouer qu'il a connu des espoirs aussi puis qu'il s'est résigné au fait que toute vie manque de sens. Il en arrive à se poser la question de savoir ce qu'il demeure de christianisme « après Renan? »
Il est désespérément amoureux d'une belle servante de café qui se moque de lui. Il va jouer à la manille dans cet établissement, il évoque devant elle, les patrons du café, Paul Vaton et Jacques Richelet (l'ancien Sous-Maître), des idées philosophiques pour, dit Malègue, montrer que malgré sa dégradation d'intellectuel pauvre, demeure en lui « quelque chose comme le dernier gilet du vieux beau. »
Lorsqu'il surprend un jour P.Vaton sortant d'une maison close, se départissant de son rôle de surveillant, il lui reproche d'avoir ajouté à « une grande honte sociale » sa « petite complicité personnelle.»
Finalement, ce solitaire tente de se suicider en se tirant une balle revolver dans la tête et se rate. À l'hôpital, il réclame Paul Vaton auprès de lui. Comme la jeune religieuse interroge Vaton sur la possibilité d'une rencontre avec l'aumônier pour cet homme qui va mourir (craignant de l'influencer), celui-ci répond qu'il est incroyant tout en estimant qu'il n'est pas hostile. Le chirurgien interrogé, qui sait que Ragougnoux a publié chez Alcan L'Utilisation du pessimisme, estime que le patient va complètement changer sa vision des choses à cause de la perspective de la mort.
L'aumônier, au contraire, estime devant M. Ragougnoux que Dieu, pour sauver la liberté humaine, sachant les pauvres hommes noyés dans les inquiétudes propres aux classes moyennes du salut (l'une des premières mentions de cette notion chère à Malègue) « ne les prend qu'en restant dans le cycle même de leurs inquiétudes.»

#### La Révolution: la Révolution française, symbole de la déchristianisation, est providentielle
Cette partie plus courte est en fait le récit d'un emprisonnement durant la Révolution française d'un ancêtre d'André Plazenat que celui-ci demande à Paul Vaton de copier. Cette relation est une façon pour Malègue de faire parler un abbé des temps révolutionnaires sur sa notion de classes moyennes. Cette nouvelle a été écrite, au départ, séparément, mais s'insère parfaitement dans la trame du roman.
Malègue y montre, selon Léon Émery, que ce que l'adversité individuelle a permis à Augustin Méridier de comprendre grâce à Largilier et à Christine, il faut, pour une société, une classe, les bouleversements « qu'apportent les grandes crises historiques. »
L'abbé en question, l'abbé Le Hennin, attend d'être guillotiné dans une horrible prison-écurie en 1793 et confie à l'ancêtre de Plazenat son analyse de la Révolution : pour José Fontaine, « À travers ce personnage, c'est le Durkheim—relu par Bergson dans Les Deux Sources– qui prend la parole. Selon l'abbé Le Hennin, l'immense déterminisme social ronge la part transcendante et libre de tout engagement religieux. Ses carapaces protectrices sont aussi destructrices de toute authenticité dans la foi. »
Ce déterminisme social exerce une pression conformiste sur les chrétiens, de sorte que l'abbé Le Hennin considère la Révolution comme providentielle, « car elle permet à tous les supports politiques et sociologiques de ce conformisme religieux de s'effondrer; elle offre ainsi aux collectivités comme aux individus, la grâce de s'arracher à ce conformisme pour vivre la foi authentique […] celle de la vie mystique qui, jusqu'à la mort, engage le « je » irréductible à renouer avec le « je » de Jésus par-delà [les] démarches suivistes. »
José Fontaine estime également que la « déchristianisation, directe, forcée [de la Révolution], annonçait la loi de séparation de l'Église et de l'État » et que, toujours aussi providentielle, « La déchristianisation actuelle, c'est la Révolution française de l'abbé Le Hennin. »

### Cinquième Partie:De sa tige détachée
Cette cinquième partie débute par une « grande soirée » chez les Rosnoën dont la fille Armelle doit se marier avec Maurice Guyot Lavaline, réception à laquelle assistent Paul Vaton et ses parents. Cette entrée en matière annonce les deux grands drames qui vont se produire au cœur de cette partie (impliquant Maurice et Armelle d'une part, puis, d'autre part, le comte de Brugnes) et le drame ultérieur qui serait le sujet du Livre deuxième (l'amour entre Jacqueline de Brugnes et son autre cousin issu de cousins, André Plazenat).
Vaton a déjà observé la manière dont ils se parlent, très décontractée n'annonçant rien comme une liaison possible (qui n'interviendra d'ailleurs que bien plus tard) : « Ces deux-là semblaient si bien destinés l'un à l'autre, elle savait si bien le rejoindre partout où il se trouvait, tous les deux ignorant les autres avec une douce indifférence! Eussé-je entendu une fois par hasard, je n'aurais probablement surpris entre eux que des riens, des tons de phrases intimes, des allusions, des courts sourires, des mots bourrés de choses leur appartenant en commun.» Et il les revoit partageant cette même complicité un instant.

#### Mariage raté de Monsieur Maurice Guyot-Lavaline

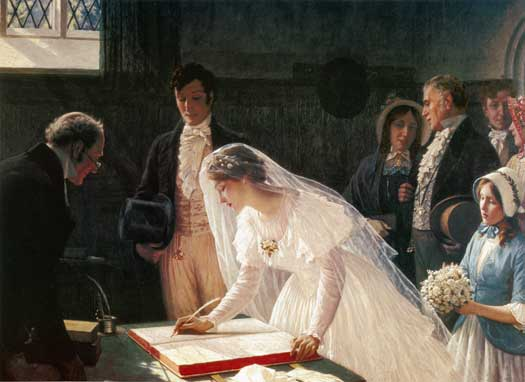
La signature du registre (Edmund Blair Leighton (1853-1922)

Maurice Guyot-Lavaline et Armelle de Rosnoën sont aussi de lointains cousins et il y a promesse de mariage entre eux deux. Les parents de Paul Vaton évaluent l'intérêt financier pour Armelle, petite-nièce de Mademoiselle Adélaïde Guyot-Chaudezolles dont elle va hériter la grande maison" dite Chaudezolles qui sera achetée par la mairie en vue de la construction d'une grande école publique.
En Maurice, dit Paul Vaton, « Je voyais un de ces visages de bons garçons plissotés, faciles et familiers, de cette vieille bourgeoisie de « républicains modérés », de cette bourgeoisie d'ancienne fortune, tant vus plus tard lors des poignées de main des élections.»
Le même Paul Vaton (toujours narrateur du Livre premier), associe Jacqueline de Brugnes et Armelle de Rosnoën dans ses amours imaginaires. Elles sont rêvées et fuies comme il l'avoue lui-même en son for intérieur « par goût des choses tristes et des bonheurs renoncés. », lorsque lors d'un déjeuner avec leurs familles, son père lui demande s'il a salué les deux jeunes femmes.
Cette fuite dont la cause est évidemment la différence sociale, crée entre les deux jeunes femmes et Vaton « un fossé infranchissable. »
Plus tard on demande à Armelle qui chante merveilleusement de montrer son talent, mais elle pose la question à ses admirateurs de cette façon « Alors vous voulez vraiment que je chante? », ce qui provoque la réflexion du narrateur à propos de son fiancé : « M.Maurice Guyot-Lavaline la buvait d'un ardent et tremblant regard. Comment ne remarquait-il pas que lorsque Armelle parlait, interrogeait, se moquait, c'était toujours à « vous » qu'elle s'adressait, au groupe gracieux dont elle-même faisait partie en une commode conversation collective, mais jamais à son fiancé?»
Il ajoute quand sa voix admirable s'élève en un chant triste : « Qu'est-ce que pleurait Armelle? Un regret général et le dégoût du présent proposé ou bien quelque projet de bonheur précis et impossible?» Paul Vaton décrit aussi Armelle rencontrée lors des courses en vue du mariage, quelque temps après la mort de sa grand-tante : « Armelle n'avait jamais été plus jolie. Sur sa toilette noire, sa chevelure châtain gardait la caresse d'une douce surface corporelle, une tendresse enfantine, étonnée de ce deuil, désaccordée d'avec lui, comme ces enfants qu'on n'a pas avertis d'être tristes et qui ne savent pas.»
Après la cérémonie du mariage, les invités à la noce (qui a lieu en période de deuil), ne prennent qu'un lunch suivi du café et des liqueurs bus par la noce pendant qu'Armelle de Rosnoën va se changer.
Mais elle ne revient pas. Maurice Guoyt Lavaline et sa belle-mère montent à sa chambre pour y constater que la robe de mariée est étendue sur son lit et qu'elle a disparu. Elle a pris une voiture stationnant devant la maison Chaudezolles et s'est enfuie.
Son tout nouveau mari tente de sauver la face en expliquant aux témoins qu'une course urgente l'a appelée. Il se rend par le même moyen à la l'hôtel sur la route vers Bressondeix où il continue à crâner, faisant semblant de s'intéresser au fait de savoir si Armelle y a pu prendre la diligence et qu'elle ait pu ainsi avoir son train.
Il continue à crâner, faisant semblant de vaquer à une affaire dans le voisinage, mais oubliant de boire le café qu'il a commandé. Sa désormais belle-mère, plus que désolée, se sentant responsable de la conduite de sa fille l'invite à loger chez elle. Mais il veut voir la chambre de celle qu'il vient d'épouser et la servante de madame de Rosnoën, amie de madame Vaton, observe qu'il s'écroule, consolé ensuite par sa belle-mère : « Agenouillé à deux genoux contre le lit, les bras sur la robe blanche d'Armelle, Maurice pleurait à grands sanglots. Le bout de sa chaussure tapait sur le parquet de petits coups d'un rythme uniforme qui faisaient sur la descente de lit le bruit d'un marteau assourdi. Cathien ne put d'abord apercevoir ce que sa main appuyait contre son visage : un morceau de la robe blanche d'Armelle, mais aussi quelque chose d'autre. Elle finit par distinguer entre ses doigts un mince peigne d'ivoire pris à la toilette, et sur ce peigne un pinceau de cheveux d'un châtain blond, ironique, indifférent et mort à travers lequel respiraient ses lèvres.»

#### Suicide du comte de Brugnes

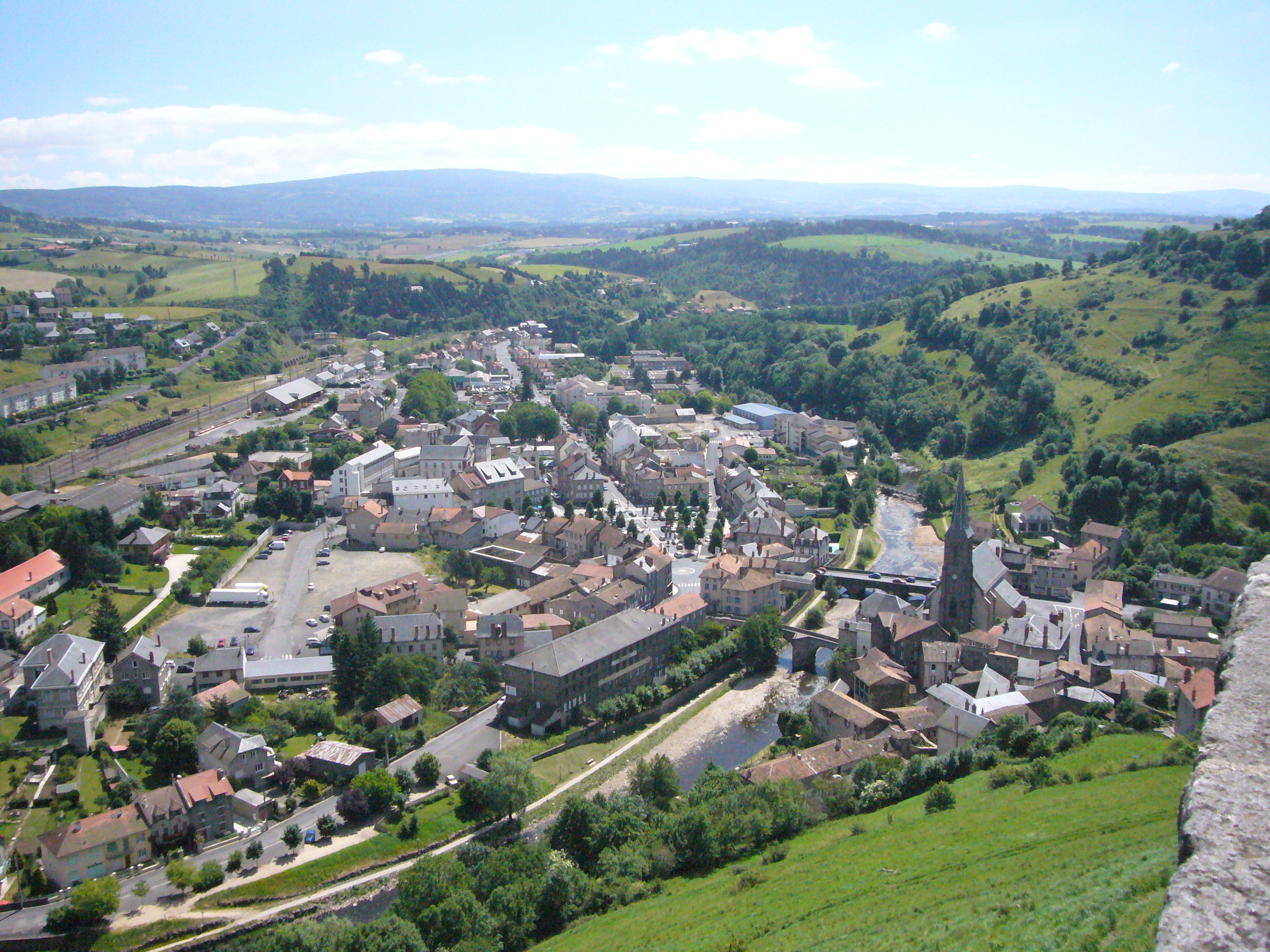
La ville basse de Saint-Flour vue de la ville haute et du piton basaltique dont parle André PLazenat, cette: « butte noire de vieille ville forte. Quand M.Labeyssère aura fini de l'éventrer… »

Le comte de Brugnes s'est ruiné au jeu et s'est suicidé. Même si sa femme eût été en droit de garder le château et toute une autre série de biens en raison de son contrat de mariage, sa fille Jacqueline estime que l'honneur dicte que soient remboursées intégralement les sommes que tant de paysans ont confiées à son père et dont il se servait pour sa passion.
Le château sera racheté par le maire Labeyssière (de la classe sociale qui évince celle des notables). Réunis dans le jardin des Plazenat, André, son épouse, Jean-Paul Vaton, son père, un sénateur contemplent la vieille ville en contrebas qui dégage « l'intemporalité de l'art et de la mort… ». Il y a aussi le chanoine Bernier, l'oncle de Félicien qui ne partage pas leur nostalgie eti est l'interprète de la pensée de Malègue.
André Plazenat émet ces réflexions désabusées que Lebrec met en exergue : « Ce piton basaltique se vide, tout cette butte noire de vieille ville forte. Quand M.Labeyssère aura fini de l'éventrer… Ses habitants descendent au bas de la côte, y prennent un esprit radical-socialiste, pensent en groupes, en cadres, en des idées spontanées et si faciles, toutes prêtes pour eux, comme un vêtement de confection. Outre la partie collective de leur âme, il n'y a guère en eux, dans les plis de leur moi individuel, que des appétits. Que tout cela est déterminé et que tout cela est simple! La force collective est à peu près irrésistible. Un moine ou un curé de la Révolution, il n'avait point d'autre raison pour défroquer que parce que tout le monde le faisait autour de lui. »

#### Tendresse des saints
Comme dans Augustin ou Le Maître est là, les dernières pages de cette première partie de Pierres noires, évoquent une scène dont Félicien Bernier, le saint et ami de Jean-Paul Vaton, et Jacqueline de Brugnes, meurtrie par la mort de son père, par l'amour que ne lui donnera pas André Plazenat (et qu'il lui devait sans doute), maintenant que sa famille est ruinée, —et ainsi « de sa tige détachée », car la ruine de son père la déclasse profondément—, sont les protagonistes.
« Félicien prit sa main et la maintint quelques secondes ensevelie dans la sienne en une franchise si simple tandis qu'il lui souriait lui aussi avec amitié, candeur et rectitude comme un compagnon fraternel. Je me pris à l'imaginer ainsi passagèrement secourable aux malades qu'il véhiculait à Lourdes, pendant quelques minutes seulement. Si différent de cette caresse des yeux, de ces flatteries mondaines, de cette cour délicate et légère dont André Plazenat n'avait pas été exempt pour elle, ce regard de Félicien prenait tout naturellement le droit de plonger plus profond que sa beauté jusqu'au cœur de l'épreuve, jusqu'à l'exacte intelligence de sa souffrance pour y faire luire je ne sais quelle possibilité ultérieure, encore plus lointaine, d'un bonheur compensateur et miséricordieux. Bien entendu ce regard-là elle ne l'eût supporté d'aucun autre. Peut-être avais-je là devant les yeux un cas particulier, un exemple extraordinaire de la tendresse des saints.» Moeller met ce passage en exergue, en particulier les mots « un exemple extraordinaire de la tendresse des saints. »

## Livre deuxième: Le désir d'un soir parfait
L'action reprend dix ans après le Livre premier. Le centre d'intérêt se déplace de Paul Vaton vers André Plazenat et, dans la version inachevée que nous avons du roman, sur l'amour entre André Plazenat et sa petite cousine, la belle Jacqueline de Brugnes que l'on retrouve travaillant comme institutrice pauvre avec des religieuses laïcisées.
François-Xavier Alix, inspiré par René Girard, estime que le titre de ce livre explicite, au-delà des rivalités entre hommes autour du même objet, d'abord animées par le seul besoin, le désir naissant ensuite « qui fait passer de l'avoir à l'être […qui] se nourrit de l'imaginaire et s'inscrit dans le temps […] C'est être bien, c'est être mieux qui est recherché, c'est s'installer durablement dans le mieux-être qui apaiserait l'inquiétude. L'homme entre dans une quête sans fin. Toutes les générations qui se succéderont […] seront animées par « le désir d'un soir parfait », pour reprendre l'image de Joseph Malègue qui suggère magnifiquement la soif inextinguible du bonheur, la projection vers l'avenir et la mise entre parenthèses de l'inachèvement obligé que tous ont en partage. »

### Jacqueline de Brugnes et André Plazenat

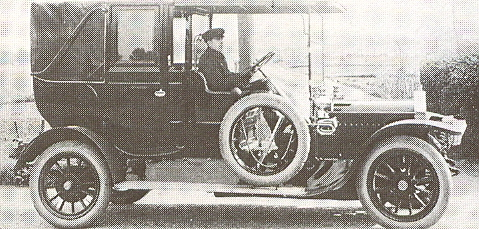
(Automobile anglaise de 1910).« - Réfléchissez, André (…) - Nous nous aimons… (…) depuis longtemps. (…) Elle reprit, sans une hésitation : - Depuis toujours. »

André Plazenat a épousé une riche héritière du point de vue de la fortune et du nom, Henriette Giraud de Castéran. Entre 1903 et 1913, André Plazenat est député du Cantal. Quand le récit reprend, il devient sous-secrétaire d'État aux finances.
En 1913, toujours dans la version publiée (ce qui fait que le conditionnel passé n'est pas ici encore nécessaire), nous le voyons mener campagne pour être élu conseiller général. Un hasard fait que Jacqueline est appelée à remplacer une institutrice auprès de Béatrice, la fille d'André et d'Henriette, d'ailleurs sans qu'André Plazenat le sache au tout départ.
Nous apprenons tout cela sur André par son épouse l'expliquant à Jacqueline. Dans le chapitre III de ce Livre deuxième, intitulé Le Déjeuner, André Plazenat, de retour de Paris, fait connaître à son épouse, qui donne à l'institutrice de sa fille du « Chère Mademoiselle », le lien de parenté qui l'unit à Jacqueline : « Chère Mademoiselle? Je suppose Henriette que vous n'appelez pas votre cousine Mademoiselle?»
Lors du déjeuner quelque peu solennel avec trois notables locaux, proches du sous-secrétaire d'État A.Plazenat, celui-ci évoque des souvenirs communs à lui et à Jacqueline dont le monde intérieur fait songer à celui d'Augustin face à Anne de Préfailles (mais en infiniment plus désespéré) : « Elle (…) cria en elle, dans un grand silence, subit intérieur et inviolable : « Oh! André, André, André! »… »
Jacqueline de Brugnes en son monde intérieur ressemble de fait à Augustin Méridier prétend Lebrec. La chose se renouvelle lorsque André Plazenat la conduit en voiture à une réunion électorale, un soir d'été. Ils sont un moment seuls, avant de prendre en passant le régisseur : « La campagne brunissait. des abois de chiens lointains qui peuplent les bords de nuit ; une odeur lourde et pure, tachée de fumiers momentanés. Jacqueline restait silencieuse. - O André d'autrefois! fit-elle brusquement d'une demi-voix passionnée.»
Au retour, André Plazenat donne à sa compagne de voyage du « Lilette », : « Ce petit nom d'amitié, celui de leurs jeux d'autrefois, celui qu'il lui donnait jadis si naturellement, c'était la première fois qu'il montait sur ses lèvres.»
Au début du chapitre VI du Livre deuxième, nous apprenons que la personne qu'a remplacée Jacqueline revient. L'épouse d'André le lui annonce, sans susciter chez lui aucune réaction ce qui amène sa femme à lui faire l'objection de Jacqueline: « Jacqueline? fit-il, les sourciles levés. mais voyons! C'est tout autre chose! Il n'y a aucun rapport! Sa main gonflait la poche de son veston du matin. Et ce fut tout. Exactement tout.»
C'est lorsque l'on annonce que la mère d'André Plazenat est au plus mal que les choses vont se nouer. Madame Plazenat part en avant vers Peyrenère. André et Jacqueline la suivent. Le chauffeur est à l'avant, séparé d'eux.
Dans la conduite intérieure, ils vivent cet échange décisif : « - Voulez-vous me laisser réfléchir pour nous deux! - Réfléchissez, André, dit-elle d'un ton de voix qui avait l'air de sourire. - Nous nous aimons… Et il sembla écouter ce retard aux débuts des phrases, cette mesure pour rien, cette marge de secret devant le premier mot.- Nous nous aimons - … depuis longtemps. (…) Elle reprit, sans une hésitation : - Depuis toujours.»
Il ne faut cependant pas envisager une Jacqueline d'un enthousiasme sans réserve face à l'amour d'André. Malègue relate d'elle, quelques lignes plus loin que le passage qui vient d'être cité, son monologue intérieur après l'aveu dans l'automobile : « C'est sans issue. Ça durera ce que ça durera. Qu'est-ce que cela me fait?» C'est en raison de la ruine et du suicide de son père qu'André n'a pas choisi Jacqueline comme épouse, elle était du fait de son revers de fortune, pour un homme comme André PLazenat, « inépousable », estime Jacques Madaule.
Il semble bien que Malègue aurait fait mourir Jacqueline à trente-six ans en mettant au monde l'enfant né de sa liaison avec André (qui lui-même aurait quitté le domicile de son épouse) Jacqueline aurait bien compris bien avant qu'André Plazenat était « un inquiet, un insatisfait, un traversé de rêves incessants, que sa carrière politique ne fut que l'un d'eux, qu'elle n'est qu'un incident dans une vie traversée de désirs.»
Pour Jean Lebrec, André Plazenat est le héros visé par le titre du Livre deuxième, il est « un vain chercheur de soir parfait.» Pour Léon Émery « sa courbe morale est celle d'une descente continue. »

### Henriette Giraud de Castéran, épouse d'André Plazenat

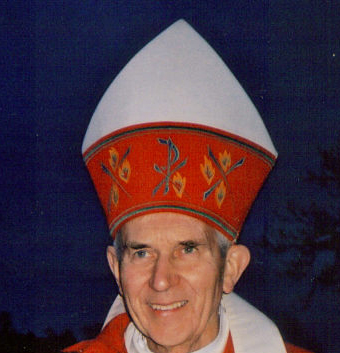
« Mgr de la Tour d'Auvergne, petit-neveu du Baron B., présida à ses funérailles, sous une belle mitre de deuil blanc, d'où sortait un nez magnifique : le nez du baron, mais aminci, modelé, disséqué, impérieusement ascétique et rendu propre à un usage épiscopal.»

L'arrière-arrière-grand-mère d'Henriette est la fille d'un acheteur de biens nationaux à la Révolution : les bâtiments et les biens-fonds de l'abbaye de Bourzac, à quelque distance de Peyrenère, augmentant ainsi considérablement sa fortune déjà appréciable. Cette jeune femme épouse un certain Frédéric Parent, son petit-cousin et le neveu du «Baron B.», préfet du département vers 1812, devenant ainsi Madame Parent de Castéran.
Malgré l'origine de la fortune de son épouse, lorsque M. Parent de Castéran meurt, « Mgr de la Tour d'Auvergne, petit-neveu du Baron B., présida à ses funérailles, sous une belle mitre de deuil blanc, d'où sortait un nez magnifique : le nez du baron, mais aminci, modelé, disséqué, impérieusement ascétique et rendu propre à un usage épiscopal.»
Elle rencontre André Plazenat lors d'une conférence de celui-ci à Bourzac. Henriette est attirée par la vie religieuse et a scrupule à se marier. On retrouve à diverses reprises chez elle une authentique aspiration à la sainteté. Elle va trouver l'archiprêtre qui la débarrasse de ses scrupules, tout à la fois en se mettant au point de vue de la sainteté qui est la sienne et au plan des « classes moyennes du Salut », car il a assisté à la conférence d'André Plazenat.
Il trouve donc aussi que c'est « bien », mais d'un « « bien » humain, d'un bien séculier, d'un bien de convenance, de rang, d'assiette familiale, sociale et mondaine ». Et cela parce que ce prêtre authentiquement saint pouvait aussi se placer fraternellement et humblement « à la hauteur de ses paroissiens avec une simplicité spontanée, afin de voir comme eux leurs intérêts et leurs calculs au plus proche niveau où ils étaient visibles… »
Dès les fiançailles, Henriette pressent que leur union ne sera pas totale. Quinze jours après les fiançailles, lorsqu'il sortent de la messe, Malègue fait également entendre les papotages de jeunes filles qui sont des connaissances d'Henriette et dont l'une la juge peu changée, mais « Peut-être un peu plus godiche que d'habitude… pauvre Henriette! Gentiment godiche… »
Lorsque Jacqueline paraît, Henriette pressent assez vite quel lien pourrait se nouer entre elle et son mari. Elle admire la beauté de sa future rivale. C'est à travers elle d'abord que Malègue raconte le drame qui va se jouer et Henriette doit avouer que sa rivale « est plus belle, plus séduisante et plus adroite ».
Quand cette rivale demeure chez les Plazenat, malgré le retour de l'institutrice, Mademoiselle Mathilde qu'elle a remplacée, Henriette veut lui donner les gages qu'elle lui doit. Elle sent monter une amitié pour elle, car elle devine Jacqueline malheureuse. Celle-ci refuse les gages qu'on lui doit parce que, répond-elle, André a placé pour elle des économies.
Malègue note que cette mention d'André était une façon d'opposer André à Henriette et commente : « Jamais Jacqueline (…) n'avait osé évoquer en sa présence une activité d'André distincte de celle de sa femme et presque opposer André à Henriette. Ou même l'avait-elle osé? et cette opposition ne s'était-elle pas trouvée toute seule formulée sur ses lèvres? par les circonstances mêmes, ce qui était plus grave encore? Entre certains êtres depuis longtemps évolués à la vie civilisée, tout se passe en des silences, loin des cris et même des mots, et les émotions cheminent seules dans ces consciences closes, se nourrissent dans ce clair-obscur… »
Il remarque encore au même endroit qu'aucune des deux femmes ne sent les derniers moments de cette scène comme différents de ceux qui les avaient tout juste précédés alors que c'étaient des moments « anonymes et tragiques ». De fait André Plazenat fera de Jacqueline sa maîtresse et quittera le domicile conjugal, mais ce dénouement, comme la mort de Jacqueline au moment de mettre au monde leur enfant adultérin (ou de se suicider), nous ne le savons que par les projets de l'écrivain que le volume de Pierres noires nous fait connaître et dont Jean Lebrec rend compte.

### Jean-Paul Vaton, Félicien Bernier, Jacques Richelet
Sur la base de l' Appendice à Pierres noires intitulé Schémas, nous pouvons un peu plus que deviner quel aurait été le destin, dans le reste du roman, des autres héros. Leurs destinées auraient été racontées dans des chapitres intercalés entre les chapitres consacrés à André Plazenat et Jacqueline.
Par ailleurs nous savons, grâce à Augustin ou Le Maître est là, quelle a été la vie de bohème parisienne mené par Jean-Paul Vaton, le sentiment de son ratage à 22 ans quand il est refusé à la licence. Le premier roman de Malègue met aussi en scène Félicien Bernier passant une seule année de préparation à l'École Normale Supérieure et décidé après celle-ci de ne pas recommencer cette préparation.
Sa vocation se serait précisée, plus exactement la forme qu'il fallait lui donner (puisque nous savons que dans l'ignorance de ce que Dieu veut pour lui, Félicien hésite entre devenir prêtre diocésain en France ou missionnaire en Chine). Quant à Jacques Richelet, le Sous-Maître, on l'a déjà retrouvé à la fin du Livre premier dans sa nouvelle profession de journaliste.
Dans ce livre, il connaît une ascension politique foudroyante et devient Président du Conseil. Jean Lebrec note aussi d'après ces schémas : « Enfin, Jean-Paul, André, Jacqueline, et bien des comparses autour d'eux, tous issus de ce même coin d'Auvergne, auraient eu souvent l'écho, comme un appel ou un reproche, de la montée spirituelle de l'un des leurs, Félicien Bernier, au-delà de leur classe moyenne du salut, au-delà de leur trop grand appétit terrestre.»

## Livre III: Entre le pont et l'eau

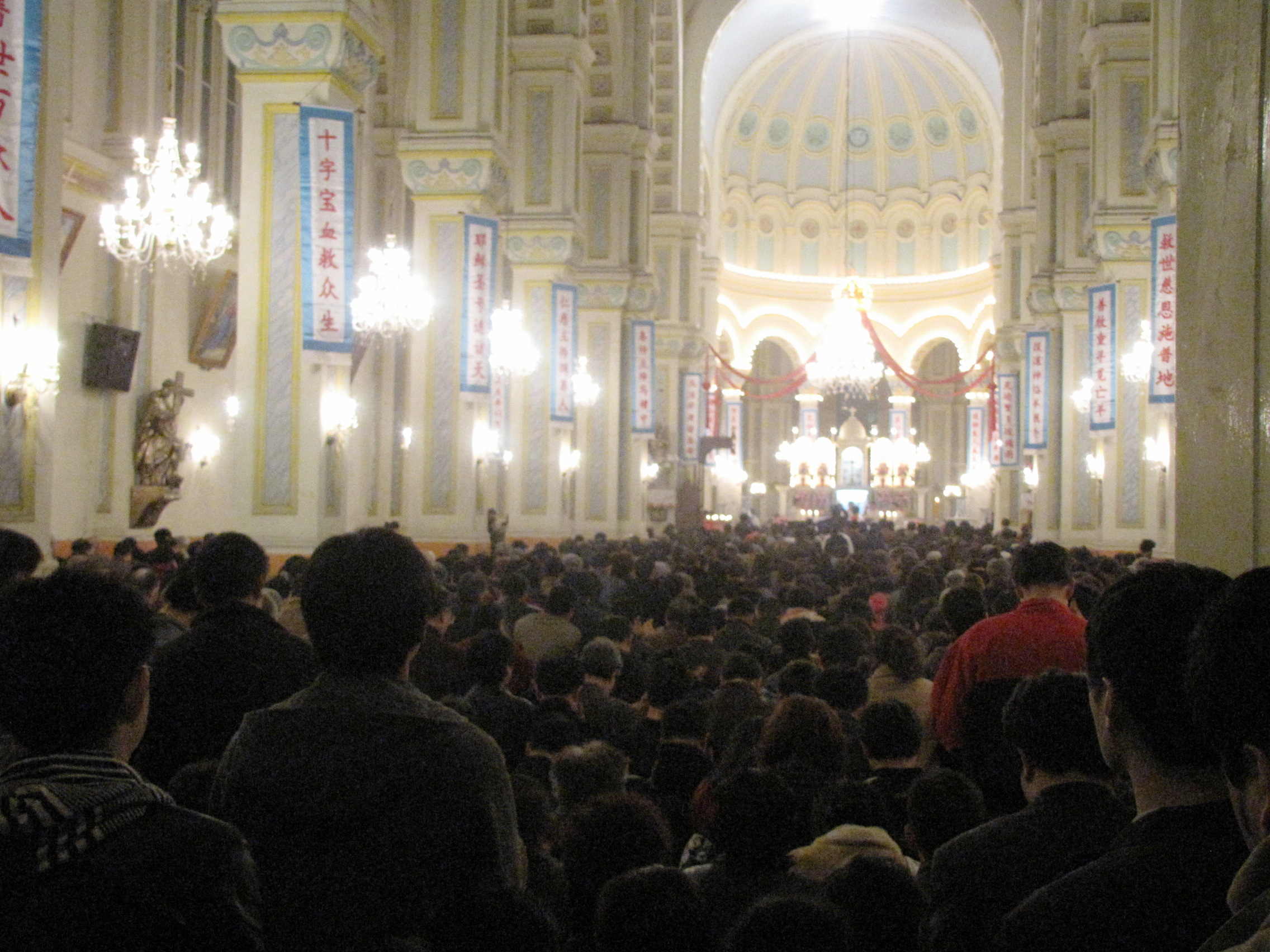
Cathédrale Saint-Joseph de Tianjin. Nuit de Pâques 2010

De ce Livre, nous ne savons pratiquement rien. Quelques pages seulement ont été écrites, mais nous avons les fameux Schémas de l' Appendice, de même que des documents nouveaux auxquels Jean Lebrec a eu accès.
Nous avons aussi dans l'édition de 1958 de Pierres noires le Plan du livre III. Le sens du titre serait, selon Jean Lebrec, le mot du curé d'Ars à une femme dont le mari s'était suicidé du haut d'un pont, lui disant « que le temps ne compte pas pour l'éternité, qu'il suffit peut-être d'une minute d'abandon à Dieu pour l'engager tout entière.»

### Mort d'André Plazenat et de Jacques Richelet. De nouveaux saints
Nous sommes en 1936. Le fils de Jacqueline et d'André Plazenat (que celui-ci n'a pas reconnu), tuerait, à l'âge de 17 ans, l'ancien Sous-Maître, Jacques Richelet, lors d'une scène de débauche. Le personnage a été ambassadeur, Président du Conseil et la police aurait étouffé l'affaire vu les circonstances de cette mort.
André Plazenat aurait dirigé les débats d'une affaire d'Assises où son fils renié était à juger et il l'aurait sauvé, une situation dont parle Jean Lebrec, sans doute sur la base de documents inédits et dont il dit qu'elle se rapproche de celle de Neklioudov lors du procès de Katioucha dans Résurrection de Léon Tolstoï. André rentre au domicile conjugal, tout en parlant de divorce. Il entretient une maîtresse.
Il rencontre de graves échecs sur le plan politique et « après de vains efforts, malgré toute sa technique intelligente régulièrement repoussé par le régime », il meurt « de la mort intellectuelle de Tardieu.» Il meurt soigné jusqu'au bout avec dévouement par sa femme Henriette.
Face à ces enlisements des classes moyennes du salut, surgissent, comme depuis le début du roman (avec Monsieur Le Maître, Francine, Ragougnoux), des saints : Béatrice, fille des époux Plazenat, devient servante des pauvres ; Henriette la fille de Monsieur Le Maître Genestoux serait décédée à Lourdes en étant toute offrande malgré sa maladie.

### Le martyre de Félicien Bernier sauve le petit troupeau dePierres noires
Quant à Félicien Bernier, comme on l'évoque vaguement dans Augustin ou Le Maître est là, il meurt martyr en Chine et son exemple aurait suscité de nombreuses transformations dans le troupeau de ses amis « qui forment les classes moyennes du salut (…) tendus à la fois vers le monde et vers Dieu, davantage livrés à leur égoïsme que tournés vers le ciel. Plus que ses paroles, l'exemple de Félicien aurait provoqué des conversions.»
À ce sujet, Malègue donne des indications précieuses : « Récit pieusard et cotonneux du martyre, du R.P. X.… lu dans son journal par le raté (Paul Vaton) qui comprend qu'il n'y a là que l'ombre et l'écorce du phénomène. Le phénomène total, c'est la longue préparation intérieure, l'audace du martyre. C'est la longue familiarité (que seule rendit possible la hardiesse d'amour) avec l'épouvantable grandeur de Dieu - phénomène préalable, reconstitution de l'âme sur ce plan-là; a pris la tremblante et ferme volonté et la sueur froide de l'acceptation du martyre, pendant la nuit qui a précédé la chose, et même à ce moment les craintes d'avoir de l'orgueil, mais écrasées et domptées par une haute technique de vingt années d'humilité. Nous ne sommes rien que stupeur éperdue d'avoir été élu par l'effrayante grandeur de Dieu. Le récit de cette nuit. Utiliser ici les lettres de description de Chine (de style décoloré et familier comme des objets de ménage) que le raté a dû recevoir de son ami missionnaire.»

### Tentation dans la lande de Carnac

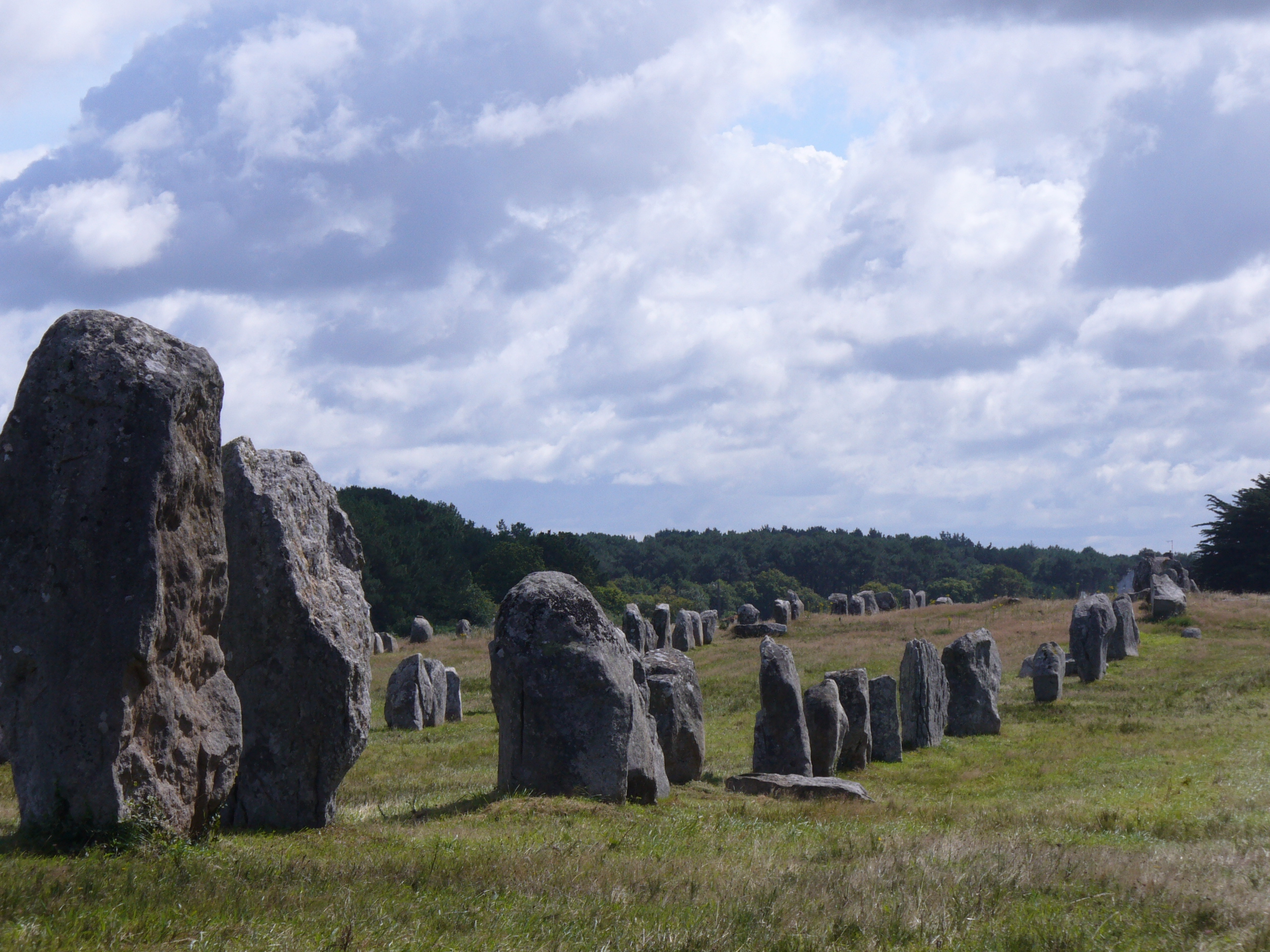
Un moine perdu dans la lande de Carnac tenté dans sa foi face à l'immensité de l'histoire humaine : le récit de cette scène grandiose vient en aide à Félicien Bernier

Cette scène devait être une scène centrale. Elle est du même type que la nouvelle insérée dans le Livre premier où parle l'abbé Le Hennin et destinée, elle aussi, à faire sentir la solidarité mystique unissant les privilégiés de la sainteté et les tièdes enlisés dans l'amour du monde.
Jean Lebrec pense qu'elle aurait joué un rôle analogue au récit dans le récit qu'est Le Grand Inquisiteur de Dostoïevski dans Les Frères Karamazov. Un moine de l'une des deux abbayes bretonnes proches des alignements de Carnac se serait attardé dans la lande et aurait été éprouvé dans sa foi sur le rayonnement du Saint par excellence, le Christ.
Il cite des documents inédits où Malègue trace le plan de cette scène : « Scène inspirée du Grand Inquisiteur. Idée : l'immensité de l'histoire humaine où le Dieu des Chrétiens n'était pas, - l'immensité de géographie humaine où il n'est pas encore. Sombres époques (Celtes, Ligures, barbares de tout nom), ou brillantes époques (Ninive, Babylone, Égypte, etc. Toute solution au problème du salut de tous ces hommes est contradictoire avec l'idée d'une Incarnation, dans le temps, car datée, laissant hors d'elle tout ce qui est antérieur à cette date privilégiée. Réponse : les générations antérieures sont sauvables et sauvées par la Loi des classes moyennes de la sainteté. Les classes extrêmes de la sainteté relèvent de la Loi de l'Incarnation objectivement. Peut-être y a-t-il des Saints dans le bouddhisme, etc. Il y en a certainement dans le judaïsme. Il faut donc admettre que l'Incarnation est précédée, comme dans le judaïsme et peut-être dans le bouddhisme, etc. d'une aurore d'Incarnation, autrement dit : qu'elle transcende le temps.»
Jean Lebrec ajoute que l'aventure de ce moine aurait sans doute été rapportée à l'un des personnages en difficulté du roman, peut-être à Félicien lui-même.

## Personnages
Paul Vaton, André Plazenat, Félicien Bernier sont les trois personnages principaux successivement des trois parties. Paul Vaton est déjà présent dans Augustin ou Le Maître est là de même que Félicien Bernier (Félix dans Augustin), un instant membre des talas, avec Largilier, Zeller, Augustin lui-même. Il ne réussit pas son année préparatoire à l'École normale supérieure.
Les classes moyennes du Salut (qui ne sont pas cependant la même chose que les classes moyennes de la sainteté), sont annoncées, en partie faussement, notamment par ce passage d'Augustin ou Le Maître est là dont le héros se redit: « le seul terrain d'exploration correcte du phénomène religieux est l'âme des saints », tout en pensant cependant aussi que ce seul constat était insuffisant : « les âmes plus modestes comptaient aussi, les classes moyennes de la sainteté. »
William Marceau estime, en ce qui concerne la 3e Partie, que « Quelques notes sommaires permettent d'entrevoir que Félicien Bernier, le troisième personnage central, aurait dû être le saint qui sauve, de sa lumière et de son amour, les âmes médiocres dont il était entouré; il aurait joué, en plus simple et plus universel, le rôle de Largiler pour Augustin dans le roman de 1933.»
Benoît Neiss a écrit de Félicien : « On pourrait dire de lui qu'il est à Largilier ce qu'en un sens Vaton est à Augustin dans l'ordre de l'humilité. »

## Structure narrative
Pour Charles Moeller, le texte établi par l'épouse de Malègue et édité par Chevalier et Bousquet la Luchézière, « donne à l'œuvre une résonance plus vaste que celle d'une crise religieuse de type purement intellectuel. ». Il estime que le roman peut se classer « parmi les sommets de la littérature. » Benoît Neiss pense qu'on ne rend pas justice à Malègue quand « on tient compte seulement de son premier roman, il faut lire aussi Pierres noires : Les Classes moyennes du Salut » : il poursuit en estimant que le deuxième roman permet seul « d'apprécier à sa juste valeur et en perspective l'œuvre du romancier, de mesurer l'ampleur de son entreprise et même de comprendre en profondeur son Augustin. » Il évoque la possibilité que cette trilogie aurait pu constituer « la plus grande somme chrétienne de notre littérature française […] la fresque complète d'un siècle et des possibilités humaines. »
José Fontaine affirme lui que loin d'être inachevé au sens ordinaire, c'est le roman posthume qui donne sa pleine signification à l'œuvre de Malègue et que la supposition de Benoît Neiss selon laquelle Pierres noires aurait été « la plus grande somme chrétienne de notre littérature française »), mérite d'être prise au sérieux.

## Définition desClasses moyennes du salut
L'expression « classes moyennes de la sainteté" », utilisée aussi par Malègue, désigne plutôt la vraie sainteté mais inconnue.Très proche du Bergson du quatrième grand livre du philosophe, Malègue avait même en quelque sorte anticipé, avec Augustin ou Le Maître est là, du début 1933, sur Les Deux Sources de la morale et de la religion, livre paru en 1932. Cette comparaison entre Malègue et Henri Bergson a été élaborée longuement par William Marceau. Il faut se contenter ici de souligner la convergence la plus apparente qui concerne l'expérience mystique ou de la sainteté.
La définition des « Classes moyennes du Salut » est donnée dans une fictive « Relation » des temps révolutionnaires. André Plazenat, un des héros de Pierres noires redécouvre dans les archives familiales une pièce manuscrite datant de la Révolution française. Elle est intitulée « Relation écrite en sa prison de Feurs par M.Henri Casimir de Montcel, ci-devant président du Présidial de Riom en Auvergne ».

### Deux définitions des classes moyennes du salut

#### Première définition
On lit dans ce manuscrit qui rapporte les propos d'un prêtre, l'abbé Le Hennin : « Jésus nous ordonne de chercher premièrement le royaume de Dieu et sa justice et le reste nous sera donné par surcroît. Selon la première définition, les classes moyennes de la sainteté sont celles pour qui la justice et le surcroît se présentent ensemble sur l'échelle des préférences et des préoccupations, et le surcroît passe quelquefois le premier.» Il s'agit selon Malègue, dont Chevalier rappelle la pensée, d'un « compromis intenable entre le bonheur terrestre et l'Amour unique de Dieu qui fait les saints.»

#### Deuxième définition des classes moyennes du salut
« Ces hommes et ces femmes de la classe moyenne sont comme enclos, comme parqués en de grands corps, aux puissantes structures, soit que ceux-ci constituent des cités ou des royaumes avec leurs corps de lois et d'immenses traditions de vie, ou (…) en des commerces, des métiers et les mille habitudes enchevêtrées (…) Ce sont ces grands corps (…) et bien d'autres encore dont l'énumération serait infinie. Ils leur doivent presque tout d'eux-mêmes, de leur nourriture à leur langage, à leur pensée, sauf juste cette fine pointe suprême, ces rares minutes de silence intérieur que beaucoup ne connaîtront jamais, plus facilement peut-être quand tout s'apaise enfin autour d'eux, les derniers moments de leur conscience, ce calme qui précède la mort.»
C'est ce qui fait dire à Claude Barthe que l'expression classes moyennes du Salut vise les chrétiens sociologiques.

### Le rapport entre les classes moyennes et le saint de Malègue ou le mystique de Bergson
Il y aurait une Troisième définition des classes moyennes du salut, mais, comme le dit Jean Lebrec, celle-ci est surtout une catéchèse, même si elle éclaire encore leur statut : les classes moyennes « ne sauraient s'intéresser à une prédication qui ne tiendrait nul compte des intérêts terrestres, des conditions du bonheur matériel et de son harmonie finale avec celui du ciel.» À moins, pense Lebrec, qu'ils ne soient ébranlés par l'exemple contagieux du saint. Et, pour lui, on retrouve ici le Bergson des Deux Sources, et, dit Jean Lebrec, sa notion de l'appel. Ce qui fait écho à Malègue lui-même: « Le bourgeon initial de cette vaste efflorescence qu'est le salut des classes moyennes où est incluse tant de fatalité, c'est une évasion de ces classes moyennes, un véritable saut dans le ciel au-dessus de leur niveau, c'est le libre martyre d'un saint.» Ce martyre, dans Pierre noires aurait dû être celui de Félicien qui eût sauvé les personnages du roman, en les faisant sortir de la religion des classes moyennes, de la religion statique.

### Un exemple declasses moyennesen son rapport avec le saint: Paul Vaton
Pour William Marceau, ce que Bergson appelle religion statique, c'est la religion des classes moyennes du salut. Il cite à cet égard le saint de Pierres noires, Félicien Bernier, qui représente ici selon W.Marceau la religion dynamique alors que, pour Marceau, son ami Paul Vaton représente la religion statique. Paul Vaton cache une lettre de son ami Félicien, gêné, parce que dans sa famille on a coutume de s'expliquer de tout courrier reçu et qu'il sent qu'on ne le comprendra pas, soit chez certains des membres de sa famille parce qu'ils sont ignorants de l'enjeu spirituel de la lettre, soit parce que d'autres le jugeront indigne des confidences qu'on lui fait : « Ces sujets religieux dont je ne prenais guère que le curieux romanesque, que je sentais néanmoins intimité sacrée, ils eussent paru à mon père lettre morte. Sa vie religieuse, comme celle de l'immense majorité des hommes, n'était jamais allée plus loin que les traditionnelles pratiques que j'ai dites, et plus tard le nécessaire pour une digne et simple mort. Pour ma mère c'était pire, elle me savait parfaitement indigne de m'intéresser à des sujets réservés au clergé. L'admettre lui eût semblé caricatural et presque sacrilège. Ma sœur Jeanne n'eût été que réception passive et lourde docilité, mais Marguerite, secrète, fine, un peu pointue, l'eût écoutée en un silence vaguement souriant, non pas en dessous, comme si elle avait connu dans son couvent bien des méditations et lectures spirituelles du même ordre, mais amusée de nos étonnements devant ces choses, ces hauts niveaux-là.»

## Le problème de l'inachèvement dePierres noires
Léon Émery, Jean d'Ormesson, Jean Lebrec, Pierre de Boisdeffre peu de temps après la sortie du roman posthume ou plus près de nous Claude Barthe ou Benoît Neiss acceptent tous peu ou prou le jugement de Jacques Chevalier dans sa préface à Pierres noires : « Cette œuvre est inachevée, elle est imparfaite au sens propre du mot. Elle l'est même de plus d'une manière, comme en témoigne l'écriture. » En revanche Charles Moeller écrit : « Tel quel, le texte […] nous met en présence d'une œuvre grandiose, où l'universel est inséparable de l'insertion dans le terroir le plus concret. »

## Un extrait de la trilogie

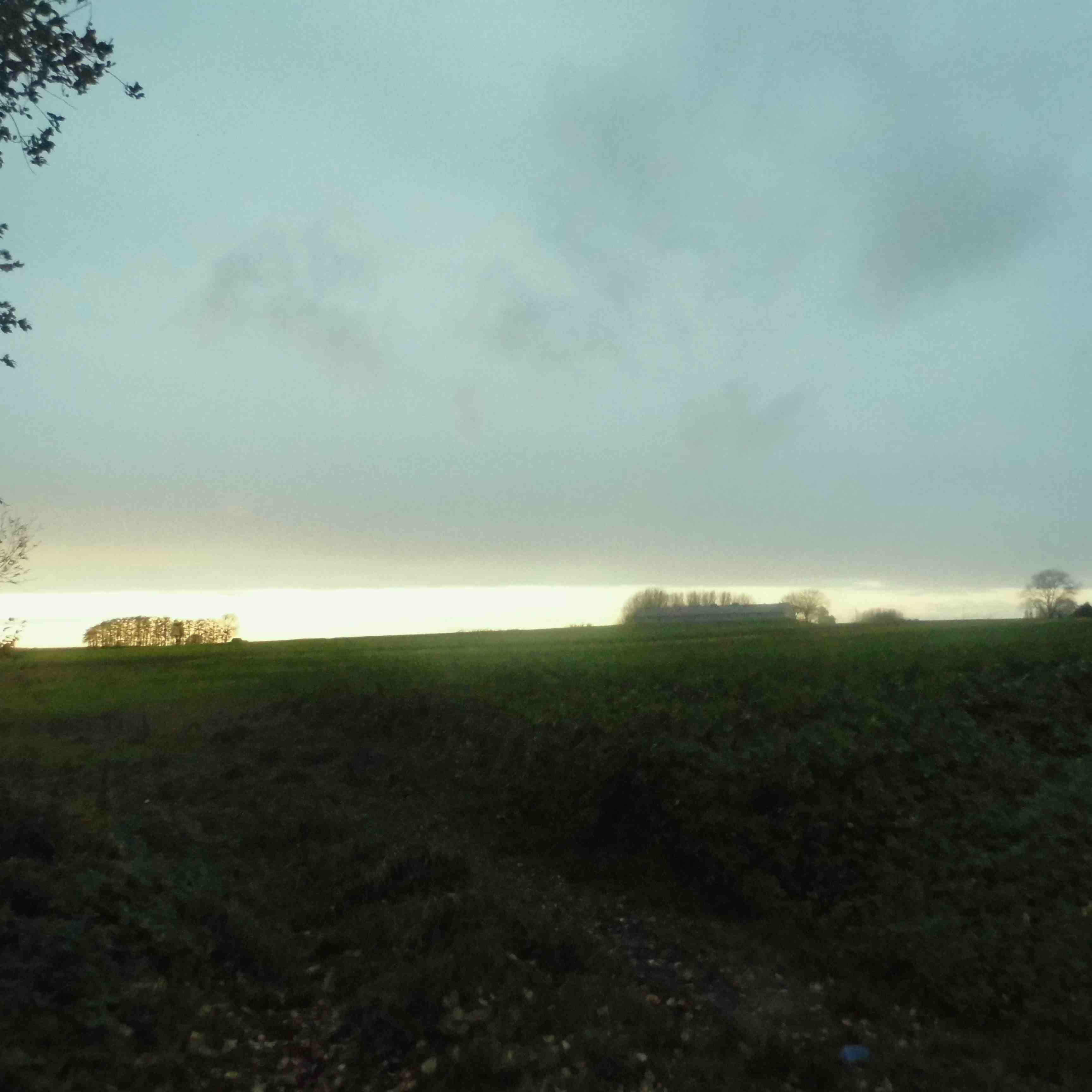
« J'avais de ces bords de nuit… une peur étreignante et enchantée. »)

« Dans la voiture paysanne de mon père, sur le sac de foin qui nous servait de coussin, j'avais de ces bords de nuit sur les charreyres inconnues une peur étreignante et enchantée. Depuis la crinière du petit cheval rouan que la marche haussait et baissait, jusqu'à des distances où se perdaient tous repères et toutes formes, je reconnaissais entre deux tournants, ou d'un tournant à l'autre, deux aspects parents d'une même réalité surhumaine : le froid du soir à l'âme écrasante de l'espace.» On peut en lire une version qui a attiré commentaites et partages sur facebook.